# Diocèse de Nakuru
Le diocèse de Nakuru (Dioecesis Nakurensis) est un siège de l'Église catholique au Kenya, suffragant de l'archidiocèse de Nairobi. En 2013, il comptait 331.407 baptisés sur 1.700.331 habitants. Il est actuellement tenu par l'évêque, Mgr  Cleophas Oseso Tuka.

## Territoire
Le diocèse comprend les districts civils de Nakuru, Baringo et Koibatek dans la province de la vallée du Rift au Kenya.
Le siège épiscopal se trouve à Nakuru, à la cathédrale du Christ-Roi.
Le territoire est subdivisé en 47 paroisses.

## Histoire
Le diocèse est érigé le 11 janvier 1968 par la bulle Quam curam de Paul VI, recevant son territoire du diocèse d'Eldoret, du diocèse de Kisumu (aujourd'hui archidiocèse) et de l'archidiocèse de Nairobi.
Le 6 décembre 1995, il a cédé une portion de son territoire à l'avantage du nouveau diocèse de Kericho.

## Ordinaires
- 11 janvier 1968-30 août 1971 : Père Denis Newman S.P.S., administrateur apostolique
- 30 août 1971-14 juin 1996 : Mgr Raphaël Ndingi Mwana’a Nzeki (Raphaël S. Ndingi Mwana’a Nzeki), évêque
- 21 avril 1997-19 avril 2008 : Mgr Peter Kairo (Peter J. Kairo), évêque
- 19 avril 2008-19 décembre 2009 : siège vacant
- 19 décembre 2009-18 février 2022 : Mgr Maurice Muhatia Makumba, évêque
- 18 février 2022-15 février 2023 : siège vacant
- depuis le 15 février 2023 : Mgr  Cleophas Oseso Tuka, évêque

## Statistiques
En 2013, selon l'Annuaire pontifical de 2014, le diocèse comptait 331 407 baptisés sur 1 700 331 habitants (19,5% de la population), avec 133 prêtres (dont 93 séculiers et 40 réguliers), soit un prêtre pour 2 491 fidèles, 76 religieux et 141 religieuses, répartis en 47 paroisses.

## Sources
- Cet article est partiellement ou en totalité issu de l'article intitulé « Liste des évêques de Nakuru » (voir la liste des auteurs).